# Legrys

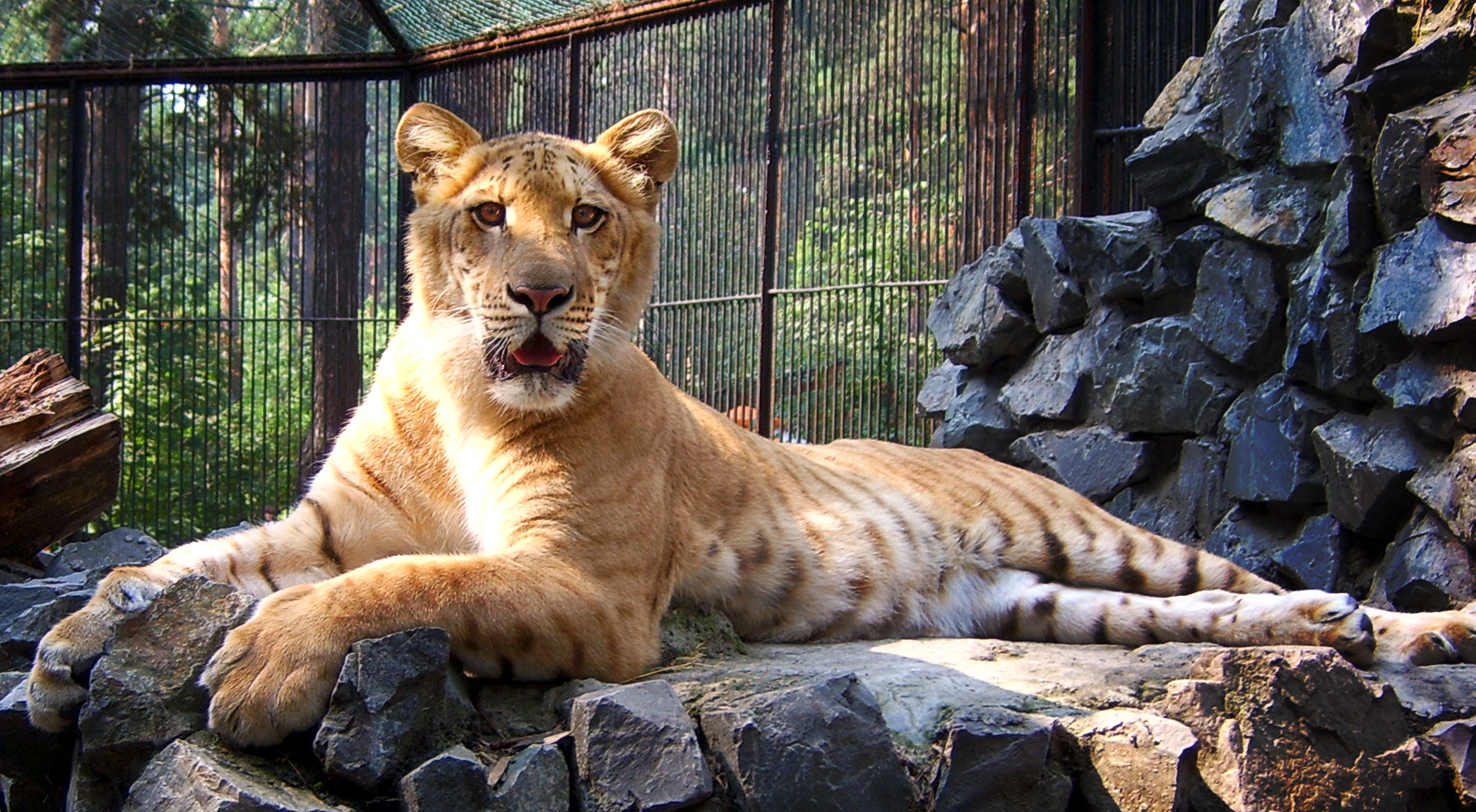
Legrysica Zyta z ogrodu zoologicznego w Nowosybirsku

Legrys, lygrys (zbitka wyrazów „lew” i „tygrys”) – mieszaniec samca lwa i samicy tygrysa.
Podobnie jak tyglew, nie występuje w naturze i jest skutkiem przypadkowego lub celowego krzyżowania zwierząt w niewoli. W warunkach naturalnych zasięgi występowania lwów i tygrysów się nie nakładają, a nawet gdyby tak było (lew azjatycki), to występowałyby między nimi konflikty. Związki tygrysic z lwami były odnotowywane bardzo rzadko. Pierwsze udokumentowane dane o istnieniu legrysów pochodzą z Azji z początków XIX wieku. Zwierzęta te żyją od 15 do 20 lat. Samce są bezpłodne, lecz samice są zdolne do urodzenia potomstwa.
Legrysy (w przeciwieństwie do tyglewów) rosną zwykle do rozmiarów większych niż tygrysy i znacznie większych niż lwy. Największym kotowatym w historii jest ważący 418 kg legrys Hercules, żyjący w amerykańskim rezerwacie przyrody w Myrtle Beach (Karolina Południowa).